# 5435-ös mellékút (Magyarország)
Az 5435-ös mellékút egy közel 6 kilométeres hosszúságú, négy számjegyű mellékút Csongrád-Csanád vármegye területén; Pusztamérgest köti össze Ruzsa központjával.

## Nyomvonala
Pusztamérges központjának keleti részén indul, az 5429-es útból kiágazva, annak az 5+350-es kilométerszelvényénél, délkelet felé. Belterületi szakasza a Fő utca nevet viseli, de alig negyed kilométer után ki is lép a községből. Kevéssel a második kilométere előtt lép át Ruzsa határai közé, a település első házait pedig nagyjából 5,5 kilométer után éri el. A belterületen a Pusztamérgesi út nevet viseli, így is ér véget, a község központjának nyugati részén, beletorkollva az 5431-es útba, annak majdnem pontosan a 26. kilométerénél.
Teljes hossza, az országos közutak térképes nyilvántartását szolgáló kira.gov.hu adatbázisa szerint 5,893 kilométer.

## Települések az út mentén
- Pusztamérges
- Ruzsa